# Xu Gang
Xu Gang (徐剛T, 徐刚S, Xú GāngP; Pechino, 28 gennaio 1984) è un ex ciclista su strada cinese, professionista dal 2007 al 2016. In carriera ha vinto tre titoli nazionali in linea (2007, 2009 e 2012) e ha partecipato al Giro d'Italia 2015.

## Palmarès
- 2007 (Hong Kong Pro Cycling Team, una vittoria)

Campionati cinesi, Prova in linea
- 2008 (Shanghai Sports Institute, una vittoria)

Classifica generale Tour of South China Sea
- 2009 (Max Success Sports, una vittoria)

Campionati cinesi, Prova in linea
- 2011 (Max Success Sports-Champion System, una vittoria)

3ª tappa Tour de Korea (Gangjin > Gunsan)
- 2012 (Champion System Pro Cycling Team, una vittoria)

Campionati cinesi, Prova in linea

## Piazzamenti

### Grandi Giri
- Giro d'Italia

2015: ritirato (16ª tappa)

### Classiche monumento
- Giro delle Fiandre

2016: ritirato
- Parigi-Roubaix

2016: ritirato